# ألينا مولر
ألينا مولر هي لاعبة هوكي الجليد سويسرية، ولدت في 12 مارس 1998 في Lengnau, Aargau ‏ في سويسرا.

## وصلات خارجية
- ألينا مولر على موقع EliteProspects.com (الإنجليزية)
- ألينا مولر على موقع Eurohockey.com (الإنجليزية)
- ألينا مولر على موقع اللجنة الأولمبية الدولية (الإنجليزية)
- ألينا مولر على موقع أوليمبيديا (الإنجليزية)